# Benny de Weille
Benny de Weille (né le 6 mars 1915 à Lübeck, mort le 17 décembre 1977 à Sylt) est un clarinettiste et compositeur allemand.

## Biographie
L'idole musical de Benny de Weille est Benny Goodman, le clarinettiste swing. Au début de sa carrière, il joue dans des orchestres néerlandais. Après ses études, il vient à Berlin en 1938 auprès de Teddy Stauffer (de), le roi du swing allemand. En 1940, il enregistre ses premiers disques dans des groupes. En 1943, il publie dans le style de Glenn Miller Heut macht die ganze Welt Musik für mich. Il travaille avec Freddie Brocksieper (de). Il joue aussi de la clarinette dans Charlie and His Orchestra, un orchestre de propagande nazie.
Après la fin de la Seconde Guerre mondiale, il travaille à Francfort avec d'autres musiciens pour la Hessischer Rundfunk. Il va ensuite à la NWDR puis devient producteur pour Polydor. Il accompagne avec un orchestre de studio des chanteurs comme Friedel Hensch, Dorle Rath ou Renée Franke. En 1951, il produit Wenn du kein Mädel weißt de Lale Andersen. Le disque Benny de Weille und sein Tanzorchester contient des classiques des années 1940 et 1950 comme Ich hab’ eine Schwäche für blonde Frau’n (1940), Mitternacht am Kongo (1948) et Leb wohl, kleine Rosemarie (1944) avec des artistes comme Friedel Hensch, Margot Hielscher, Heinz Erhardt ou Frank Loesser. Il signe l'arrangement de titres de Franz Grothe comme Ich hab’ so einen Animus.
Dans les années, il joue au cinéma comme le chef de son orchestre dans les films Kommen Sie am Ersten et Valse dans la nuit. De Weille écrit aussi la musique des films Sérénade de la rue (1953) et Musik, Musik und nur Musik (de) (1955).
De son mariage avec une Néerlandaise, il a une fillé née en 1938, Kamille Lilly van Heel. Avec la chanteuse italo-allemande Nana Gualdi, il a un fils Bernard né en 1958.